# تتا سنگتراش
تتا سنگتراش یک ستاره است که در صورت فلکی سنگتراش قرار دارد.